# Riddarhuskajen

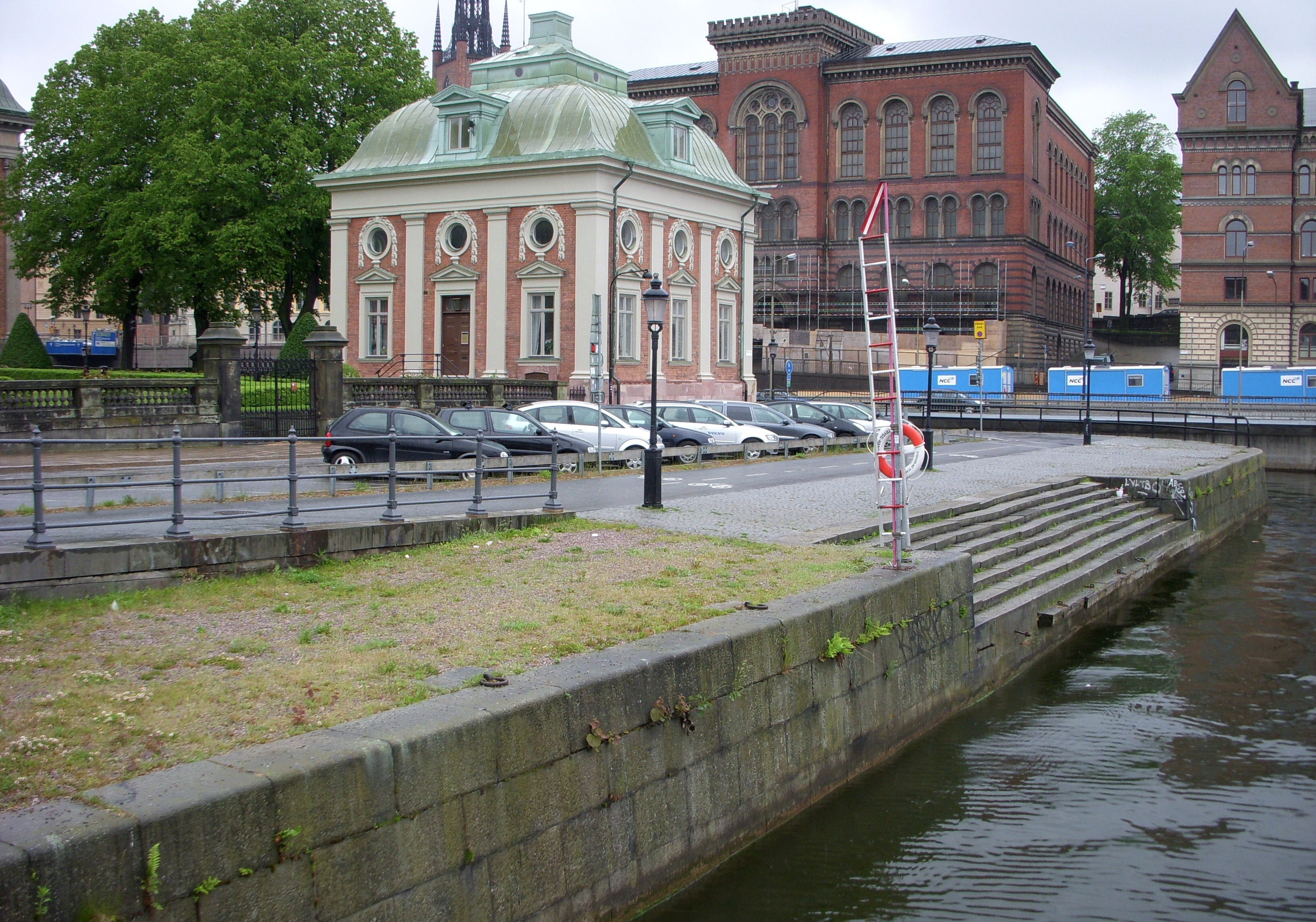
Riddarhuskajen med en av Riddarhusets flygelbyggnader, 2009.

Riddarhuskajen är ett kajområde på norra delen av Gamla stan i Stockholm. Området ligger framför Riddarhuspalatsets norra fasad, från  Vasabron i öst och Riddarholmskanalen i väst.
Riddarhuskajen fick samtidigt med den närliggande Kanslikajen sitt nuvarande namn 1925 som Namnberedningen hade föreslagit 1921 och avsåg området “Mellan Riddarhuset och Riddarholmskanalen". Man hade även diskuterat namnet Riddarhusstranden. Idag (2009) används Riddarhuskajen huvudsakligen som parkeringsplats. I förlängning med Riddarhusets trädgård leder en bred trappa ner till vattnet.